# شهرستان ووتس‌واوک
شهرستان ووتس‌واوک (به لهستانی: Włocławek County) یک شهرستان در لهستان است که در استان کویافسکو-پومورسکی واقع شده‌است.

## خصوصیات
شهرستان ووتس‌واوک ۱٬۴۷۲٫۳۴ کیلومترمربع مساحت و ۸۵٬۳۳۹ نفر جمعیت دارد.